# Booker's Tower
De Booker's Tower is een monumentale achthoekige toren met vier verdiepingen, gebouwd in de 19e eeuw in gotische stijl. Het bevindt zich in Guildford (Engeland) en staat achter de begraafplaats Mount Cemetery, de rustplaats van onder meer wiskundige Lewis Carroll en dichter Edward Carpenter.
Charles Booker, de toenmalige burgemeester van Guildford, liet de toren bouwen. Dit deed hij ter nagedachtenis van zijn zonen Charles en Henry, die beiden op 15-jarige leeftijd waren overleden. De toren, die ten westen van het stadscentrum werd gebouwd, werd in 1839 voltooid. Een jaar later werd het gebruikt om het huwelijk van koningin Victoria met Albert te vieren. In latere jaren gebuikte de Victoriaanse wetenschapper en astronoom John Rand Capron de toren bij experimenten met bliksem. In de Tweede Wereldoorlog diende het als observatiepost voor luchtaanvallen.
De toren is niet toegankelijk voor publiek.

## Galerij

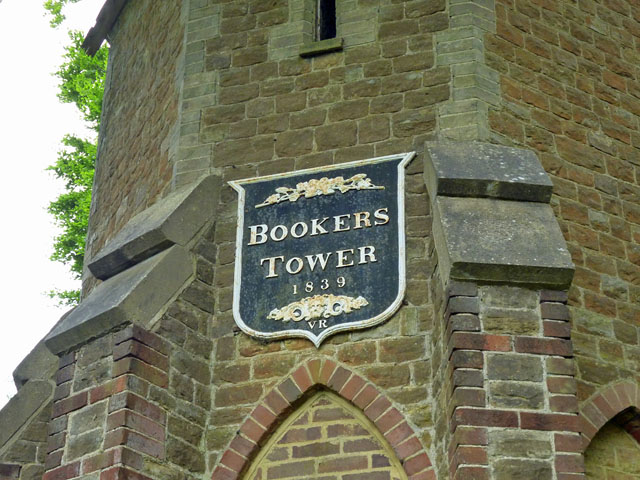
Plaquette op de Booker's Tower, 2012.
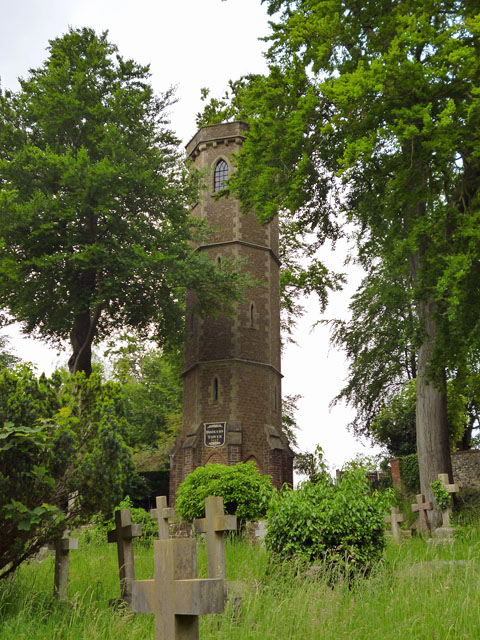
Booker's Tower, 2012.